# Dal
 For alternative betydninger, se Dal (flertydig). (Se også artikler, som begynder med Dal)
En dal er en lavning med en længderetning, som arealmæssigt kan række fra nogle få kvadratkilometer til hundreder eller tusinder kvadratkilometer. En dal er typisk et lavereliggende område omringet af højere bakker eller bjerge. Større dale betegnes ofte floddale i kraft af de større vandløb (floder), som afvander sådanne dale.

## Danske dale
- Djævlekløften
- Elverdamsdalen
- Grejsdalen

## Kendte udenlandske dale
- Death Valley (USA)
- Grand Canyon (USA)
- Great Rift Valley (Afrika)
- Indusdalen (Pakistan)
- Kongernes Dal (Ægypten)
- Lapporten (Lappland, Sverige)
- Rhônedalen fra Matterhorn til Grenoble og Lyon (Frankrig)
- San Fernando Valley (USA)
- Santa Clara Valley – "Silicon Valley" (USA)
- Loiredalen fra Nantes til Saint-Etienne (Frankrig)
- Alpenrhein fra hvor Vorderrhein og Hinterrhein mødes og 90 km frem til den munder ud i Bodensøen